# 1152 Pawona
1152 Pawona este un asteroid din centura principală, descoperit pe 8 ianuarie 1930, de Karl Reinmuth.